# Careproctus segaliensis
Careproctus segaliensis är en fiskart som beskrevs av Gilbert och Burke 1912. Careproctus segaliensis ingår i släktet Careproctus och familjen Liparidae. Inga underarter finns listade.